# Dicranoptycha paralivescens
Dicranoptycha paralivescens är en tvåvingeart som beskrevs av Jaroslav Stary 1972. Dicranoptycha paralivescens ingår i släktet Dicranoptycha och familjen småharkrankar. Inga underarter finns listade i Catalogue of Life.